# 9681 Sherwoodrowland
9681 Sherwoodrowland è un asteroide della fascia principale. Scoperto nel 1960, presenta un'orbita caratterizzata da un semiasse maggiore pari a 3,0829550 UA e da un'eccentricità di 0,0418516, inclinata di 9,07296° rispetto all'eclittica.